# 匹兹堡／湾角站
匹兹堡／湾角站（英語：Pittsburg/Bay Point station）是美國舊金山灣區捷運系統在加州匹兹堡的一个车站，邻近湾角社区。此站是黄线主线和支线的换乘站。

## 历史
此站开通于1996年12月7日。 
从此站到安条克的支线命名为eBART（湾区捷运东康特拉科斯塔郡延长线），由柴联车驱动，承担康郡东部的通勤需要。 为了新支线的换乘，此站也進行改造，增加了一个站台以实现跨月台轉乘。然而新建的换乘站台是没有出口的，需要出站的乘客需要乘车前往原先的站台。 

### 事件
在2012年11月26日，一个小孩在车站附属的停车场出生。
在2016年3月16日，在康科德北/马蒂内兹站和此站之间的区间，发生了一系列异常的电压波动，导致几辆列车被迫停运。随后湾区捷运停止了这一区间的列车服务，并改用穿梭巴士代替。 列车在同月21日初步恢复， 并在4月2日才恢复正常。

## 站台布局

### 主线
| G        | 路面层                 | 出入口                                                                  |
| M        | 夹层                   | 售票机、询问处、单向闸机                                                |
| 主线站台 | 南行                   | █黄线 旧金山机场 （工作日）/密尔布瑞（周末） 方向 (康科德北/马蒂内兹站) |
| 主线站台 | 岛式站台，左边车门开启 |                                                                         |
| 主线站台 | 北行                   | █黄线 eBART 换乘方向                                                    |